# 秋田美人
秋田美人（あきたびじん）は、秋田県出身の美人を指す。京美人・博多美人とともに、「日本三大美人」と並び賞される。雄物川上流の内陸部には、典型的に色白な美人集団がいるといい、盆地側の大曲、角館を含む仙北郡一帯は特に美人の誉れが高いという。明治以降の花柳界が言葉の発祥であるとの研究が有る。

## 杉本元祐の研究
1966年（昭和41年）、秋田県湯沢市の産婦人科医杉本元祐は、女性の色の白さの計測結果を『文藝春秋』8月号の「秋田美人を科学する」で発表した。
- 秋田県南三郡の統計は30.5%。
- 秋田県全体の統計は29.6%。
- 日本人の平均は22.0%。
- 白人の比率は40.5%。

さらに、杉本は秋田美人を「混血が生んだ奇跡的美の産物、日本海沿岸地帯共通の日照時間の少なさ、表日本や他県との交流をさまたげる山岳の存在」とする。

## 「秋田に美人が多い理由」に関する諸説
- 東北地方の人の色の白さから、秋田美人や秋田県民はロシア人がルーツであるとの俗説が流布されることもあるが、秋田県民にコーカソイドの遺伝子が確認された例はなく(例えばロシア人をはじめとするヨーロッパ人に主要なハプログループR1aやハプログループI系統などは日本人に一切検出されない)、科学的に証明されていない。白人のスラブ人がロシアの西シベリアに到達したのは17世紀半ばである。それまではユーラシア大陸のヨーロッパの部分、現在のモスクワ周辺とバルト海付近にしか住んでいなかった。極東の沿海州は19世紀まで清の支配下にあり、樺太や千島列島も19世紀までは日本の実効支配下にあったから、近世以前に「白人がロシアから流れ着いて秋田に住みついた」可能性はない。シベリア入植以降に、白人のロシア人が1～2人あるいは団体で日本に流れ着いていた場合、当時日本はすでに江戸時代に入っており、士農工商やそれに続く身分制、また出島などに象徴される外国人やキリスト教などへの幕府の強い警戒感から、日本で生活することは困難であり、当時の日本人が幕府に逆らってそれらの人たちと結婚し、家庭を築いた可能性は極めて低い。中国のオロス族（ロシア族）を見れば明らかなように、白人のロシア人が居住し、混血した場合は、肌の白さ以外の身体的特徴や、文化的影響が認められたりするのが一般的である。秋田県で突出した身体的特徴を有する住民や、ロシア正教やスラブ語などを始めとする、スラブ圏の文化的影響や遺産は確認されていない。比較的「がっしりとした」秋田美人は、そもそものイメージにも合わない。白人のロシア人と秋田美人の関連性について出ている話は、日本史、ロシア史、郷土史などを無視した憶測である。現ロシア領のシベリアから極東までの地域には、古代からモンゴロイドのブリヤート人、ヤクート人、エヴェンキ人、ツングース人などの先住民族が居住しているため、その人々と日本人との関連性は遺伝子学的に証明可能である。
- 秋田県を含む日本海側の女性は肌が白いので美人に見えるという説がある。東北地方の日本海側は全国的に見て日照時間が少ないことから、秋田に住む人は紫外線による影響が少ない。その上、冬季は積雪が多く、屋内にこもりがちになることも「雪国の人は肌が白い」ことの原因として考えられる。
- 秋田犬や北海道犬の血液型は、ヨーロッパ系の犬と同じく全てA型であり、東洋の犬のようにG型の犬が存在しないこと[5]や大湯環状列石から北方文化の影響を受けた[6]としている。ただし秋田犬は近代に入り グレート・デーン などの西洋犬との交配で出来た犬であり、東洋犬と違う血液型を持ってるのは当然である。
- 727年（神亀4年）に最初の渤海使が出羽国北部に到着、746年（天平18年）には、渤海人や鉄利人、千百余人が帰化を求めてきたが還したと『続日本紀』に記されている。771年（宝亀2年）、渤海使17隻325人が野代湊（能代港）に到着[7]。
- 天保期、陸奥国では多くの餓死者が出たが、横手、由利、本荘などでは賑やかだったと『秋田日記』に書かれているなど、近世の秋田は経済的に安定していた[8]。
- 関ヶ原の戦いで秋田に転封となった佐竹氏が、腹いせに領内の美人を全員秋田に連れて行ったという。その後、水戸に入府した徳川頼房が佐竹氏に抗議したところ、秋田藩領内の美しくない女性を全員水戸に送りつけたという。その為、秋田の女性は美人で、水戸の女性はそうでない人ばかりだという。

古代の東北地方に居住していた蝦夷（えみし）の血が濃いので美人が多いとする説、シベリアなどとの大陸交流が盛んであった秋田地域の住民と朝鮮民族とツングース系民族との混血説、お米がたくさん生産される農業大国で健康状態が良いので美人が多いとする説がある
近年のJCウイルスの研究では、東北日本では南北アメリカの先住民インディアン、インディオで高頻度で検出されるB型亜型のMYタイプが西南日本のCYタイプより優勢であることが分かった。
秋田県や青森県西部ではヨーロッパで高頻度に見られるA型の亜型のEuタイプ(ツングースアイヌに高頻度でみられる)が僅かに検出された。。

### 美容院の数
秋田県内の美容院の数は、2013年（平成25年）のデーターで3096軒と多く、秋田美人は美容院によく通う女性が多い。一方で秋田県の男性は、秋田美人より働き者の山形県出身の女性の方を嫁として好むとされている。

### 佐竹家
秋田杉も、秋田美人も、佐竹家に従って移ってきたなどという伝説がある。

## 文(化)人と秋田美人
イザベラ・バードは、明治11年7月20日、六郷で富裕な商人の葬儀があることを聞きつけて、警官を介して見学の許可を取り付けた。本覚寺で行われた仁井田甚助 (享年41)の仏式の葬儀に参列し、「未亡人となったとても美しい女性」に言及した。
ブルーノ・タウトは、昭和10年5月25日土曜日、湯沢村の豪農の家を見学し、「この家の主人は、精悍な整った顔立をしていて、フリースランド人そっくりである。」と記し、湯沢村から秋田市に戻った後、「秋田の人々！卵型の顔と美しい鼻、強い顎とをもった快い型の顔立である。この人たちは人の顔をじろじろ眺めるような厚かましい眼付をすることがない。農婦の服装は非常に美しい。」と記した。
秋田魁新報社長武塙三山は斎藤茂吉が秋田を訪ねたとき「朝、宿の前に立っていれば美人をごらんになれますよ」とすすめ、茂吉は登校する女学生の列をいつまでもながめていたという。
大宅壮一は「秋田の美人地帯は田沢湖付近、角館が中心となっている。なるほど、色が白く、瓜実顔で、髪が黒くて長く、輪郭はととのっているが、アクセントがなく、目の動きを欠き、どっちかというと白痴美に近いのが多い。」と記した。秋田当時秋田市助役だった小畑勇二郎秋田県知事は「あの大宅さんが平均点以上といいました」と語っていたという。
司馬遼太郎は湯川秀樹との対談で「秋田美人とよくいいますけれども、これは、明治以後にいわれたことではないか。明治以後に、ああいうコーカサス型の顔をもった造形を美人だと言い出したのは、横浜に外国人が来たりして、ああきれいだな、と思ったところから、秋田あたりにも似たやつがおるなということで、美人の標準が少しかわったんじゃないか。」と述べ、山村雄一との対談で「明治のとき、横浜の生糸相場をやっている平凡な商人が、異人さんの女性を初めて見て、きれいだなと思うんですね。そこで、あれが美しいとしたら、わが国にもいるな、というのが"秋田美人"です。秋田美人なんて、それまでは、もう鼻もひっかけられなかった (笑)。」と述べた。また、司馬は『アメリカ素描』において 「秋田県には美人がいる、などとことさらに評判になるのは、大正末、昭和初期だと私は思っている。外国映画が入ってきて、西洋美人をふんだんに見ることによって、日本人の美人の基準が変りはじめた。同時に、似たようなのが秋田県にいるではないか、とにわかに気づいたのが秋田美人が喧伝されるっきっかけだったのではないかと思うのである。」と記した。
樋口清之は「この県の女には美人が多いが、中年を過ぎると老廃現象がはやく訪れ、でこぼこ顔になる。このでこぼこは暖地性日本人の特色でもあり、信州などの山地労働者にも多く見られる。」「雄物川の上流地方には、典型的な古代京都型美人が見られる。」と述べた。

## 秋田美人の本家
東海林さだおは「秋田美人は雄物川流域に集結しているのである。そしてそれぞれに仁井田美人、仙北美人、湯沢美人と名付けられ、秋田美人の本家本元を名乗りあっている。」と記した。
大野源二郎によると、特に角館町を中心とした北浦地方に美人が多いといわれるという。
秋田県立横手高等女学校（のちの秋田県立横手城南高等学校）に勤務していた石坂洋次郎は「横手高女は美人揃いだったのだ」と回想している。
小沢昭一は「横手の城南高校、角館の南高校から秋田美人はこの両校からフレッシュに湧き出るという。」と記した

## 日本海美人、東北美人
白い肌色については東北の日本海側から北陸、山陰に住む人々に共通して言え、新潟美人、庄内美人などと地域名に美人を付けて呼んできた。
川路聖謨の『島根のすさみ』には、「越後は、女なべて色白く、顔おも長の者多ければ、中には艶めきたるもあり」とある。
喜田貞吉は「世間ではよく新潟美人だの、秋田美人だのといふ事をいふ。ひとり新潟と秋田とのみならず、庄内から、津輕、南部あたりまで、即ち本州東北部の日本海方面地方から岩手縣の中部以北へかけて、實際に美人が多いのである。色が白く、鼻筋が通り、二重瞼で、耳朶が切れ上がつて、男子には鬚が多いといふ風な人を多く見かける。」と記した。
松本清張 は『火神被殺』において「およそ現代まで何々美人と呼ばれるのは裏日本の国々で、これも『出雲美人』を出発点とし、対馬暖流に乗って航行した種族の伝播であろう。京美人 (丹波・山城)、加賀美人、越後美人 (古志国)、秋田美人などの称 (これらの美人には色の白い、肌のきめこまかい一定の型がある) があるが、太平洋沿岸地方にはこの称がない。これも古代の種族伝播の助けになろう。」と記した。また、松本は「昔から『何々美人』というのは、日本海とつながりがあるといってもいい・・・・・。出雲美人だとか京都美人、あるいは越後美人・・・・・、さらに北に行って山形美人、秋田美人がありますね。こういうふうに、美人の分布が主に日本海沿岸に流れてきます。この『何々美人』という言葉は、現代に急につくられたのではなくて、昔からいわれていることなのです」と述べた。
白柳秀湖は「東北美人といる中にも種々の型があり、一概にはいはれぬが、秋田美人などはたしかに蒙古型であると思はれる。今度の事變で、蒙古の事情が日本人の一般に知れ渡り、蒙古美人の寫眞も段々と私共の前に提供されて居るやうだが、両の頬が隆起してふくよかな中に、しか鼻梁の高さを保つて居る中高の型は、たしかにわが秋田美人と同型だ。」と記した。
東海林さだおは「日本の美人の産地は、京都 (京美人)、新潟 (新潟美人)、山形 (庄内美人)、青森 (津軽美人)、岩手 (南部美人)、秋田 (秋田美人) といった具合に、裏日本、それも東北が圧倒的に多い。」と述べた

### 「日本海側一県おき美人説」
日本海側の道府県のうち、北海道、秋田県、新潟県、石川県、京都府、島根県、福岡県、長崎県が美人県で、青森県、山形県、富山県、福井県、鳥取県、山口県、佐賀県が不美人県であるという「説」がある程度流布しているという。
小沢昭一は「『ひと県おきの・・・・・』って言い方は新潟でよく耳にしたんです。つまり新潟は秋田と組みたい。秋田はよほど美人なんです。」と述べた。
阿刀田高は「本来的にそこが美人を生む土地かどうかの問題ではなく、日本海側でたまたま一県おきにモダン化の進んだ都市を中心に持っていて、そこが一見美人ふうの女性を多く町に散らしているにすぎない。」と述べた。
酒井順子は七県七都市で美人をカウントし、「一応『美人一県おき説は正しかった』」と結論しつつ、「それはおそらく、突出した美人県である秋田がけん引している説なのだと思います。秋田が存在するからこそ、両隣の県は何となくくすんで見えてしまう。となるとその隣の県は何となく光って見えて、さらにその隣は・・・・・・という風に、隣県との対比が、この説を生み出した。」と述べた。

## 関連文献
- 杉本元祐「秋田県人の頭髪虹彩及び皮膚色調第一編秋田県所在各高校生の頭髪虹彩及び皮膚色調」『日本医科大学雑誌』第28巻第6-8号、日本医科大学医学会、1961年、1342-1355頁、doi:10.1272/jnms1923.28.1342、ISSN 0048-0444、NAID 130003752323。
- 日向野三雄「秋田の杜氏と美人の麹(菌)」（PDF）『伝熱』第47巻第198号、日本伝熱学会、2008年1月、38頁、ISSN 13448692、NAID 10021163017。